# Itzstedt
Itzstedt [̩'itsʃteːt] (Plattdeutsch Ietz) ist eine Gemeinde im Kreis Segeberg in Schleswig-Holstein.

## Geografie und Verkehr
Itzstedt liegt etwa 16 km nordöstlich von Norderstedt an der Bundesstraße 432, der Verbindungsstraße Hamburg–Bad Segeberg.
Entlang der Bundesstraße verkehrt überwiegend stündlich die Buslinie 7550 vom U-Bahnhof Ochsenzoll bis zum Bahnhof Bad Segeberg. Werktags wird in den Hauptverkehrszeiten in Lastrichtung (in den Morgenstunden Richtung Hamburg, am Nachmittag in Richtung Bad Segeberg) der Takt auf 30 Minuten verdichtet. Am Sonntag verkehrt der Bus zweistündlich.
Zusätzlich wird wochentags überwiegend zweistündlich eine Verbindung auf der Linie 7141 vom Bahnhof Henstedt-Ulzburg zum Bahnhof Bad Oldesloe angeboten. Auch diese Linie durchquert das Gemeindegebiet von Itzstedt auf der B432.
Bis in die 1970er-Jahre hinein besaß die Eisenbahn Elmshorn-Barmstedt-Oldesloe (EBO) einen Bahnhof am Nordrand von Nahe, ca. 1 km von Itzstedt entfernt.

## Geschichte
Der Ort wurde 1317 erstmals urkundlich erwähnt und hieß ursprünglich „de Iddest“.

## Politik

### Gemeindevertretung
Bei der Kommunalwahl am 14. Mai 2023 wurden insgesamt 14 Sitze vergeben. Von diesen erhielt die CDU fünf Sitze, die FDP vier Sitze, die SPD drei Sitze und die Grünen zwei Sitze.

### Wappen
Blasonierung: „Über blauem, durch einen silbernen Wellenbogen abgeteilten Schildfuß von Silber und Rot gespalten. Vorn eine aus dem Wellenbogen wachsende grüne Doppeleiche, hinten ein im Stiel gebrochener goldener Torfspaten.“

### Partnergemeinde
Partnergemeinde von Itzstedt ist Ahja in Estland.

## Wirtschaft
Im Gemeindegebiet befinden sich mehrere Gewerbebetriebe, Dienstleister und Einzelhandelsgeschäfte. Außerdem gibt es drei Campingplätze.

## Sehenswürdigkeiten
In der Liste der Kulturdenkmale in Itzstedt stehen die in der Denkmalliste des Landes Schleswig-Holstein eingetragenen Kulturdenkmale.
Die Doppeleiche ist ein Naturdenkmal.

## Freizeit
Den Itzstedter See besuchen jährlich zwischen 25.000 und 40.000 Badegäste.